# Paracalyx
Paracalyx es un género de plantas con flores con seis especies perteneciente a la familia Fabaceae.

## Especies
- Paracalyx balfourii
- Paracalyx microphyllus
- Paracalyx nogalensis
- Paracalyx scariosus
- Paracalyx schweinfurthii
- Paracalyx somalorum